# Carrasco Norte

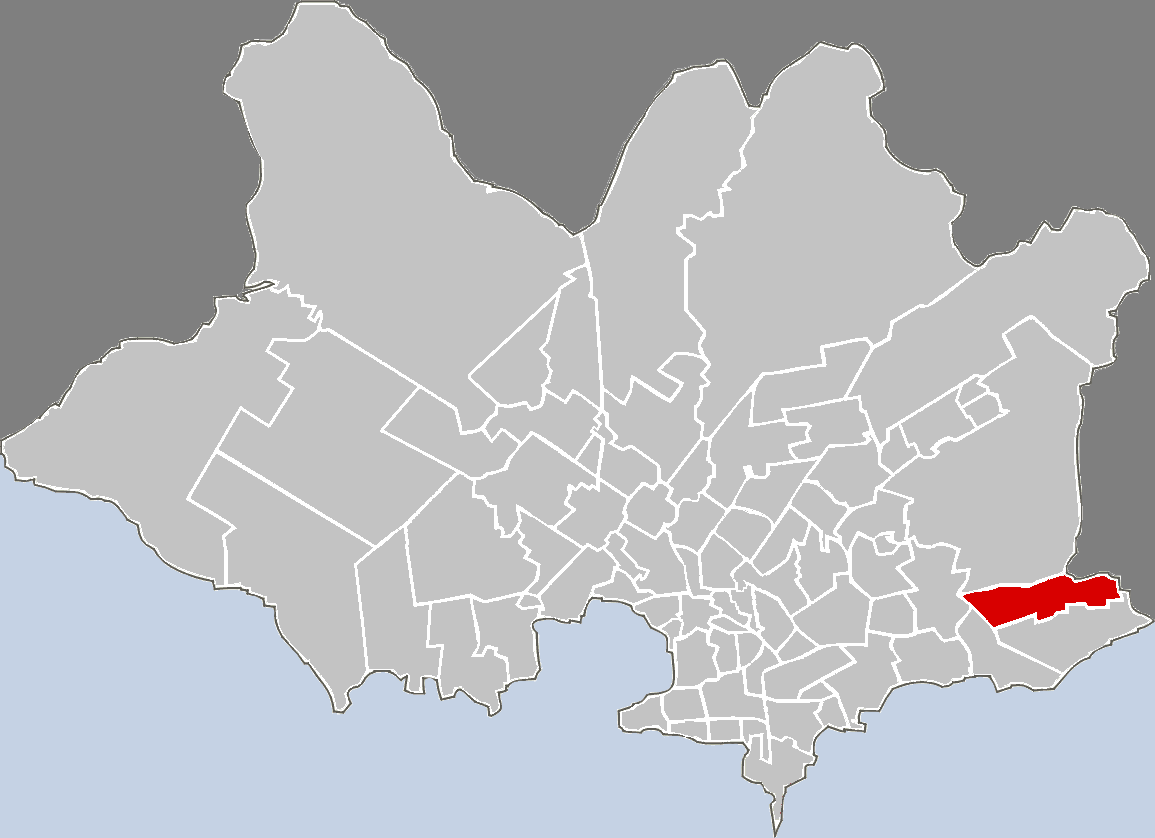
Lage von Carrasco Norte in Montevideo

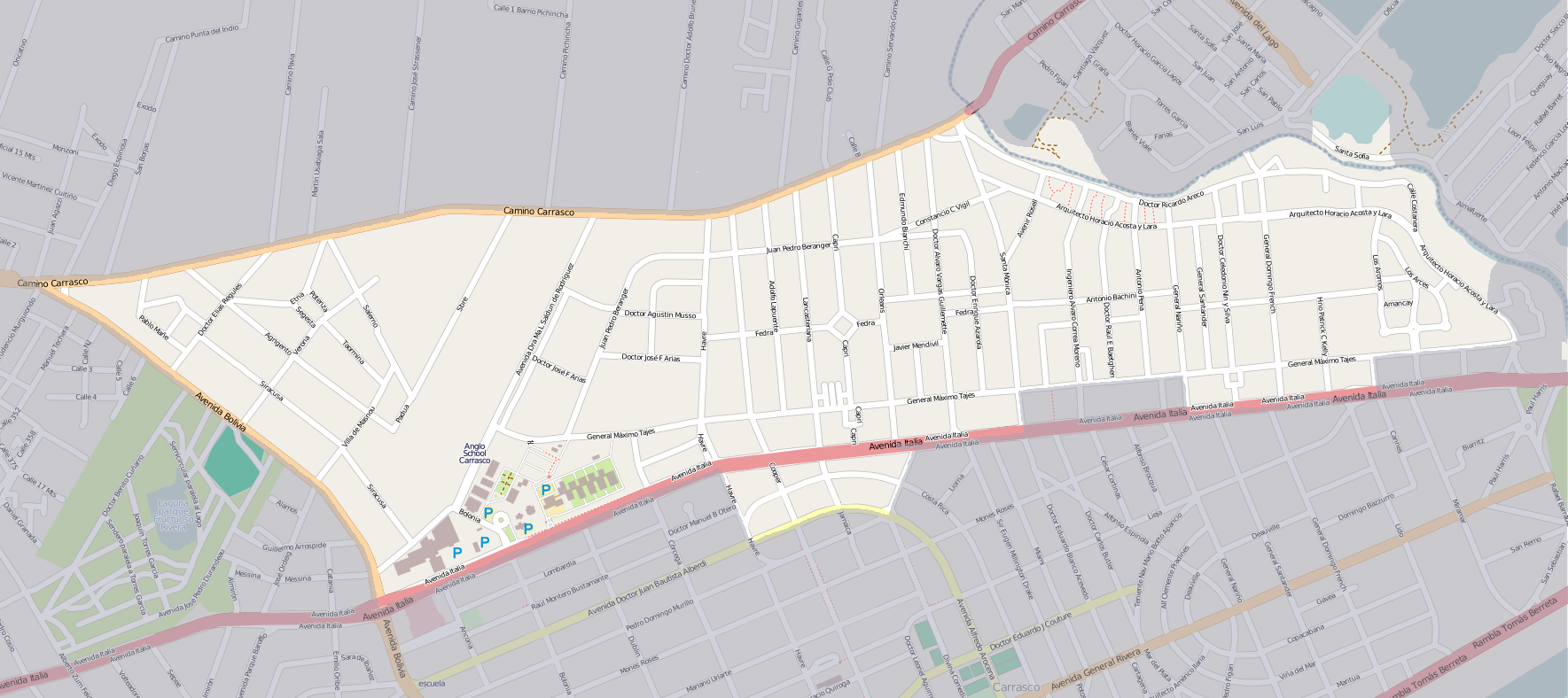
Plan von Carrasco Norte

Carrasco Norte ist ein Stadtviertel (barrio) der uruguayischen Hauptstadt Montevideo.

## Lage und Geographie
Es befindet sich am östlichen Stadtrand von Montevideo im Südosten der Stadt. Westlich liegen, überwiegend durch die Avenida Bolivia von Carrasco Norte getrennt, die Stadtteile Punta Gorda und Las Canteras. Im Norden schließt Bañados de Carrasco an. Die Grenzlinie bildet dabei der Camino Carrasco. Nach Osten bildet der Arroyo Carrasco die Grenze zum Nachbardepartamento Canelones. Im Süden ist das Barrio Carrasco gelegen. Hier bilden größtenteils die Avenida Italia bzw. die Calle Gral.Maximo Tajes die Abgrenzung zwischen den beiden Stadtteilen. Das Gebiet von Carrasco Norte ist dem Municipio E zugeordnet.

## Beschreibung und Infrastruktur
In Carrasco Norte befindet sich die französische Botschafts-Residenz, das Liceo Stella Maris und die Scuola Italiana di Montevideo. Auch liegt hier im gleichnamigen Park das Estadio El Tanque Sisley und einige hundert Meter westlich der Plaza Capri.